# Bohatyr (Krym)
Bohatyr (ukr. Богатыр, ros. Богатырь, Bogatyr) – wieś na Ukrainie, w Autonomicznej Republice Krymu (de iure stanowiącej integralną część państwa ukraińskiego, w 2014 anektowanej przez Rosję i odtąd funkcjonującej jako Republika Krymu), w rejonie bakczysarajskim. W 2001 liczyła 188 mieszkańców, wśród których 13 wskazało jako ojczysty język ukraiński, 79 rosyjski, 95 krymskotatarski, a 1 inny. Według spisu ludności przeprowadzonego przez okupacyjne władze rosyjskie populacja wsi w 2014 wynosiła 164 osoby.